# Heverlee War Cemetery
Heverlee War Cemetery is een Britse militaire begraafplaats met gesneuvelden uit de Eerste- en Tweede Wereldoorlog, gelegen in de Belgische gemeente Heverlee, een deelgemeente van Leuven. De begraafplaats ligt langs de Kerspelstraat op 1.900 m ten zuiden van het centrum (Sint-Lambertuskerk) en naast de gemeentelijke begraafplaats. Ze werd ontworpen door Philip Hepworth. Het terrein heeft een vierkantig grondplan met een oppervlakte van 6.950 m². De toegang bevindt zich in de noordwestelijke hoek van waaruit 5 gangpaden vertrekken waarlangs de graven in waaiervorm zijn aangelegd. Het Cross of Sacrifice staat aan het uiteinde van het centrale pad. De toegang wordt gevormd door een gebogen bakstenen muur met dubbel hek en een schuilhuisje aan beide zijden. De begraafplaats wordt onderhouden door de Commonwealth War Graves Commission. 
Er worden 30 doden uit de Eerste Wereldoorlog (waaronder 1 niet geïdentificeerde) en 988 uit de Tweede Wereldoorlog (waaronder 36 niet geïdentificeerde) herdacht. 

## Geschiedenis
In september 1944 werd door het 101st British General Hospital in de vlakbij gelegen meisjesschool van Heverlee een hospitaal ingericht om de militairen te verzorgen die gewond werden tijdens het bevrijdingsoffensief. Degenen die het niet overleefden werden begraven in een tijdelijke begraafplaats aan de overkant van de weg. 
De begraafplaats werd aangelegd in juni 1946 waar dan de doden uit de voorlopige begraafplaats werden begraven. Ze werd aangevuld met gesneuvelden die een tijdelijke rustplaats hadden in de wijde omgeving. Dit waren vooral leden van de British Expeditionary Force die sneuvelden tijdens de gevechten tegen het oprukkende Duitse leger en bij de aftocht naar Duinkerke eind mei 1940. De grote meerderheid echter zijn bemanningsleden van de luchtmachteenheden die omkwamen tijdens hun missies boven België en Duitsland.
Er liggen 756 Britten, 157 Canadezen, 45 Australiërs, 17 Nieuw-Zeelanders, 1 Zuid-Afrikaan, 1 Amerikaan en 11 Polen uit de Tweede Wereldoorlog begraven.
Er liggen ook nog 29 Britten en 1 Canadees uit de Eerste Wereldoorlog begraven. Zij werden overgeplaatst vanuit de begraafplaatsen van Wetteren, Gouvy, Limerlé, Ukkel, Boneffe, Luttre, Anderlecht, Sclayn, Tubeke en Gerolstein German Cemetery omdat hun instandhouding daar onzeker was.
De begraafplaats werd in 2009 als onroerend erfgoed beschermd.

## Graven
- Isabella Goodfellow, Clare Carter, Joan Dorothy Liddell, Elsie Kathleen Norris, Marie Rose en Eileen May Smith waren leden van de Auxiliary Territorial Service, een eenheid met vrouwelijke vrijwilligers belast met ondersteunende taken voor het leger.

### Onderscheiden militairen
- de officieren Donald Edward Garland en Leslie Thomas Manser en sergeant Thomas Gray dienden bij de Royal Air Force en werden onderscheiden met Victoria Cross (VC).
- Humphrey William A. Chesterman en Donald William Mansbridge, squadron leaders bij de Royal Air Forcce werden onderscheiden met het Air Force Cross (AFC).
- piloot Stanley Mayer en sergeant Arthur Harrington Jefferies dienden bij de Royal Air Force Volunteer Reserve en werden onderscheiden met de Conspicuous Gallantry Medal (CGM).
- 21 luchtmachtofficieren werden onderscheiden met het Distinguished Flying Cross (DFC).
- de sergeanten Harry Thomas (Royal Armoured Corps) en Joseph Herbert Patrick O'Neill (Royal Air Force Volunteer Reserve) werd onderscheiden met de British Empire Medal (BEM).
- 22 militairen werden onderscheiden met de Distinguished Flying Medal (DFM).
- korporaal William J. Howkins en kanonnier John Green werden tweemaal onderscheiden met de Military Medal (MM and Bar).
- de onderofficieren William H. Hogg, A. Howarth en Rupert Lobb, kanonnier Kenneth H. Ion, geleider J.N. Brown en soldaat Leslie Allison werden onderscheiden met de Military Medal (MM).

### Minderjarige militair
- James Joseph Harbin, korporaal bij het Welch Regiment was slecht 17 jaar toen hij op 9 mei 1945 sneuvelde.

### Aliassen
- guardsman Harold Joseph Worrall diende onder het alias J.H.W. Adams bij de Grenadier Guards.
- sergeant Hans Heinz Schwarz diende onder het alias H. Blake bij de Royal Air Force Volunteer Reserve.

## Bijzetting
Op 5 maart 1945 stortte en Britse Lancaster bommenwerper neer in Bunsbeek. Vier van de zeven bemanningsleden werden toen gevonden en begraven. De drie andere werden pas in november 2016 bij het bergen van het vliegtuigwrak teruggevonden. Zij werden op 28 april 2017 in het collectieve graf op deze begraafplaats bij hun kameraden begraven.